# Mecilinam
Mecilinamul este un antibiotic din clasa penicilinelor cu spectru larg, utilizat în tratamentul unor infecții bacteriene (urinare, febră tifoidă și paratifoidă). Prezintă o biodisponibilitate orală scăzută, fapt pentru care a fost realizat un promedicament: pivmecilinam. 